# 瓦丘維爾卡山
14°54′42″S 72°33′35″W / 14.91167°S 72.55972°W
瓦丘維爾卡山（Huachuhuilca），是秘魯的山峰，位於該國南部阿雷基帕大區，由拉烏尼翁省的基伊卡區負責管轄，屬於萬索山脈的一部分，海拔高度5,315米。